# 간성도서관
간성도서관은 강원특별자치도 고성군에 있는 공립 도서관이다.

## 연혁
- 2000년 12월 29일 개관.